# Polo Argentino
Das Polo Argentino (Argentinisches Polopferd) ist eine Pferderasse aus Argentinien, die für das Polospiel gezüchtet wird.

Hintergrundinformationen zur Pferdebewertung und -zucht finden sich unter: Exterieur, Interieur und Pferdezucht.

## Exterieur
Es kann alle Farben und Abzeichen haben. Es ist ein muskulöses quadratisch gebautes Pferd und im Mittel ist es 156 cm groß. Manche Pferde  erreichen ein Stockmaß von über 180 cm.

## Interieur
Das Argentinische Polopferd wird zum Polospielen eingesetzt und hierfür gezüchtet. Es verbindet die Ausdauer und Zähigkeit des Criollo mit der Schnelligkeit des  Vollbluts und ist wegen seiner Schnelligkeit und Wendigkeit hervorragend geeignet für das Polospiel.

## Zuchtgeschichte
Seit über 120 Jahren wird in Argentinien Polo gespielt, die dafür benötigten Pferde wurden im Land gezüchtet. Mit der Zeit wurden immer mehr Englische Vollblüter in den einheimischen Criollo eingekreuzt, um ein möglichst gut als Polopony geeignetes Tier zu erhalten. Auch Quarter Horses und Araber wurden eingekreuzt. Es entstand die Rasse Polo Argentino. 1984 wurde die Argentine Association of Polo Pony Breeders (AACCP) gegründet. Die Rasse hat ein offenes Stutbuch.
Inzwischen hat der Verband über 260 Mitglieder in Argentinien, aber auch in anderen Ländern der Welt. Es gibt 24.000 registrierte Zuchtstuten und 7700 Zuchthengste.